# L'Incarnation du démon
Série
Cette nuit, je m'incarnerai dans ton cadavre
(1967)
Pour plus de détails, voir Fiche technique et Distribution.
L'Incarnation du démon (Encarnação do Demônio) est un film d'épouvante fantastique brésilien réalisé par José Mojica Marins et sorti en 2008.
Le film est le dernier volet d'une trilogie débutée dans les années 1960.

## Synopsis
Zé do Caixão, le boucher de femmes, est enfin libéré après 40 ans de prison. Il a vieilli, mais il est de retour dans la rue. Il est toujours obsédé par la recherche d'une femme avec laquelle il pourra concevoir un enfant parfait.

## Fiche technique
- Titre français : L'Incarnation du démon ou Embodiment of Evil
- Titre original brésilien : Encarnação do Demônio[1]
- Réalisation : José Mojica Marins
- Scénario : José Mojica Marins, Dennison Ramalho
- Photographie : José Roberto Eliezer
- Montage : Paulo Sacramento
- Musique : André Abujamra, Marcio Nigro
- Décors : Cassio Amarante
- Costumes : David Parizotti
- Maquillage : Denise Borro
- Producteurs : Caio Gullane, Fabiano Gullane, Débora Ivanov, Paulo Sacramento
- Société de production : Olhos de Cão Produções Cinematográficas, Gullane Filmes
- Pays de production :  Brésil
- Langue originale : portugais
- Format : Couleurs - 1,85:1 - Son Dolby Digital - 35 mm
- Genre : Film d'épouvante fantastique
- Durée : 94 minutes
- Date de sortie : 
  - Brésil : 8 août 2008
  - France : 11 septembre 2009 (L'Étrange Festival)

## Distribution
- José Mojica Marins : Zé do Caixão (José le Cercueil)
- Raymond Castile : Zé do Caixão jeune
- Jece Valadão : Colonel Claudiomiro Pontes
- Adriano Stuart : Capitaine Oswaldo Pontes
- Milhem Cortaz : Père Eugenio
- Rui Rezende : Bruno
- José Celso Martinez Corrêa : Mystificateur
- Christina Aché : Lucy Pontes
- Helena Ignez : Cabíria
- Debora Muniz : Lucrécia
- Thais Simi : Maíra
- Cléo De Páris : Dr Hilda
- Nara Sakarê : Elena
- Giulio Lopes : Mario